# Rao Qamar Suleman
Rao Qamar Suleman, NI(M), SBt (Urdu: راؤ قمر سلیمان) foi o 12º Chefe do Estado-maior da Força Aérea do Paquistão. Este oficial general de quatro estrelas comandou o ramo aéreo de 2009 a 2012. Antes, ele era "o Chefe Adjunto de Ar e Pessoal de Operações". Suleman foi sucedido por Tahir Rafique Bunda no dia 7 de Março de 2012.